# Abdoul Sissoko
Abdoulwahid Sissoko (Troyes, 20 marzo 1990) è un calciatore francese naturalizzato maliano, centrocampista svincolato.
È fratello di Mohamed Sissoko e Ibrahim Sissoko.

## Carriera
Dopo la trafila nel settore giovanile del club della sua città natale, Sissoko esordisce in prima squadra nella stagione 2008-2009, affermandosi subito come uno dei perni della mediana e totalizzando 55 presenze senza nessuna rete, ma contribuendo in maniera importante alla risalita e permanenza del Troyes in Ligue 2.
Il 1º luglio 2011 viene acquistato a titolo definitivo dall'Udinese, con cui sottoscrive un contratto di 5 anni. Viene però ceduto il 30 gennaio 2012 in prestito ai francesi del Brest.

## Palmarès

### Club

#### Competizioni nazionali
- Coppa di Turchia: 1

Akhisar Belediyespor: 2017-2018
- Supercoppa di Turchia: 1

Akhisar Belediyespor: 2018